# Polycaon granulatus
Polycaon granulatus là một loài bọ cánh cứng trong họ Bostrichidae. Loài này được Van Dyke miêu tả khoa học năm 1923.